# 1360
1360 (MCCCLX) je bilo prestopno leto, ki se je po julijanskem koledarju začelo na sredo.

## Dogodki

### Stoletna vojna
- 26. februar - Med invazijo v Burgundiji umre grof Valižanske Marke (March) Roger Mortimer. Nasledi ga  sin Edmund. 1381 ↔
- 13. april - Črni ponedeljek, Chartres: orkanski vihar z nenadnim padcem temparature popolnoma opustoši angleški vojaški tabor in zahteva več kot 1000 žrtev med vojaki ter več kot 6000 konjev. Edvard III. je prepričan, da gre za božjo kazen. ↓
- 8. maj → S posredovanjem papeških legatov je podpisan Sporazum iz Brétignyja, ki končuje sovražnosti med Anglijo in Francijo in s tem zaključuje prvo fazo stoletne vojne v nesporno korist Anglije in angleškega kralja Edvarda III.. Francoski kralj Ivan II., ki se nahaja v angleškem ujetništvu, se je v zameno za izpustitev prisiljen odpovedati več kot četrtini francoskega ozemlja, ki postane podrejeno neposredno angleški kroni in s tem angleška posest, ki se koncentrira v glavnem v Akvitaniji.
  - Francoski kralj Ivan II. sklene še ločen sporazum z navarskim kraljem Karlom II., ki se je po materini strani potegoval za francosko krono. Francoski kralj mu prizna posesti v Franciji, sam pa se odpove francoski kroni. 1361 ↔
- 29. september - Posesti francoske kraljice Ivane I. nasledi njen sin Filip: grofiji Auvergne in Boulogne (III.). Po očetu že ima v posesti vojvodino Burgundijo in grofijo Artois. 1361 ↔
- 24. oktober - Ratifikacija Sporazuma iz Brétignyja. Sporazum predvideva še visoko denarno odškodnino. Ivan II. je izpuščen v zameno za 40 talcev, mdr. njegovega sina Ludvika. 1363 ↔
- proti koncu leta - Približno v tem času zabeleži neizmerno družinsko tragedijo francoski dofen Karel V.. Druga za drugo mu umreta mladoletni hčerki, sam pa hudo zboli in mu začno izpadati lasje ter nohti.

### Ostalo
- 18. januar - Umrlega vladarja Mantove in ustanovitelja hiše Gonzaga Ludovica I. nasledi sin Gvido. 1369
- marec - Osrednja Azija: Tugluk Timur iz afganistanskega Mogulistana osvoji notranje razdeljen Čagatajski kanat. Večina emirjev se mu pokori. Da bi si pridobil zaupanje sicer nenaklonjenih emirjev, nastavi za marionetnega vladarja relativno nepomembnega Timurlenka. 1363
- 24. junij - Granadski emirat: zet Mohamed VI. umori svojega tasta in granadskega emirja Ismaila II. ter ga nasledi. 1362
- Osmani osvojijo še zadnji ostanek turškega bejlika Karasidov.
- Danski kralj Valdemar IV. Atterdag izkoristi nasledstvene spore švedske krone in zavzame južno švedsko regijo Skanijo. 1361
- Nadaljevanje politične krize v Zlati hordi. Morilca brata kana Kulpo umori še en brat Navruz Beg. 1361
- Bubonska kuga: zabeležen je izbruh kuge v novgorodski naseldbini Belosersk
- Umrlega gruzijskega kralja Davida IX. nasledi sin Bagrat V. Veliki.
- Upor rdečih turbanov, Kitajska: uporniki proti propadajoči mongolski dinastiji Yuan se začno v boju za prevlado odločujoče spopadati med sabo. Najmočnejši sta kraljevini Dahan (Veliki Han) in Wu, iz katere izide kasnejša dinastija Han. 1363
- Umrlega vladarja Malijskega imperija Sulejmana nasledi sin Kassa, ki pa ga še isto leto vrže s prestola Mari Diata II. 1374
- Madžarska: dokončana je madžarska ilustrirana kronika Chronicon Pictum, ki je pomemben vir informacij o madžarski srednjeveški zgodovini, družbenem življenju, kulturi in dvoru.
- Sienski veletrgovec Giovanni Colombini se po hudi družinski izgubi sporazumno loči od žene in ustanovi cerkveni red Jezuatov

## Rojstva
- 8. januar - Ulrich von Jungingen, 26. veliki mojster vitezov križnikov († 1410)
- 31. marec - Filipa Lancaster, angleška princesa, portugalska kraljica († 1415)
- 2. maj - cesar Yongle, dinastija Ming († 1424)
- 24. junij - Nuno Álvares Pereira, portugalski general, svetnik († 1431)
- 10. avgust - Francesco Zabarella, italijanski kardinal in kanonik († 1417)

Neznan datum
- Amadej VII., savojski grof († 1391)
- Andrej Rubljov, ruski slikar († 1428)
- Antonio Guarco, 20. genovski dož († 1405)
- Dorotea Bocchi, italijanska (bolognjska) zdravnica in filozofinja († 1436)
- Gasparinus de Bergamo, italijanski (padovanski) filolog († 1431)
- Giovanni di Bicci de' Medici, florentinski trgovec in bankir († 1429)
- Jan Žižka, husitski vojskovodja  († 1424)
- Ji Džongmu, korejski admiral († 1425)
- Johannes Sharpe, angleški filozof in logik († 1415)
- Jožef II., konstantinoplski patriarh (1416-1439), († 1439)
- Leonardo Dati, italijanski (florentinski) geograf in dominikanski opat († 1425)
- Oton III. Paleolog, montferraški markiz († 1378)

## Smrti
- 18. januar - Ludovico I. Gonzaga, vladar Mantove, gibelin (* 1268)
- 26. februar - Roger Mortimer, angleški vojskovodja, 2. grof March, 4. baron Mortimer (* 1328)
- 24. junij - Ismail II., granadski emir (* 1338)
- 16. september - William de Bohun, angleški plemič, 1. grof Northampton (* 1312)
- 17. september - Rudolf Brun, züriški župan
- 29. september - Ivana I., grofica Auvergne in Boulogne, francoska kraljica (* 1326)
- 26. december - Thomas Holland, angleški plemič, 1. grof Kent, 2. baron Holland (* 1314)

Neznan datum
- David IX., gruzijski kralj
- Geoffrey Baker, angleški kronist
- Giovanni da Valente, 3. genovski dož (* 1280)
- Ivan Anžujski, madžarski princ, slavonski vojvoda (* 1354)
- Kulpa, kan Zlate horde
- Nikefor Gregora, bizantinski zgodovinar (* 1295)
- Rudolf von Erlach, švicarski vojskovodja (* 1299)
- Sulejman, vladar Malijskega imperija